# Barraca XL (Aiguamúrcia)
La Barraca XL és una obra d'Aiguamúrcia (Alt Camp) inclosa a l'Inventari del Patrimoni Arquitectònic de Catalunya.

## Descripció
És una barraca de planta quadrada orientada a l'est. Presenta un portal d'arc pla i un altre de descàrrega. L'alçada de la seva façana és de 2,90 metres. L'interior és quasi quadrat, de 3 metres de fondària per 3,10 metres d'amplada.
Està coberta amb una falsa cúpula que tanca amb una llosa de 3'65 metres d'alçada. A l'interior només hi trobarem una menjadora.